# 차정구
차정구(1985년 7월 29일)는 삼성 라이온즈에서 뛰었던 야구 선수다. 광주제일고등학교를 졸업했다.